# سمیر رجا
سمیر رجا (عربی: سمير ماهر رجا سليمان؛ زادهٔ ۳ سپتامبر ۱۹۹۴) بازیکن فوتبال اهل اردن است.
از باشگاه‌هایی که در آن بازی کرده است می‌توان به باشگاه فوتبال الاهلی (امان) و باشگاه ورزشی الوحدات اشاره کرد.
وی همچنین در تیم‌های ملی فوتبال زیر ۲۳ سال اردن و اردن بازی کرده است.